# 543. Grenadier-Division
Die 543. Grenadier-Division war eine deutsche Infanteriedivision im Zweiten Weltkrieg. 

## Geschichte

### Aufstellung
Die Division wurde am 10. Juli 1944 auf dem Truppenübungsplatz Münsingen aus der Schattendivision Münsingen aufgestellt. 

### Auflösung durch Umbenennung
Am 18. Juli 1944 wurde die Division dann in   78. Grenadier-Division und am 27. Juli 1944 (als Ersatz für die in Weißrussland vernichtete 78. Sturm-Division) in 78. Sturm-Division umbenannt.